# Marko Cepenkov
Marko Kostov Cepenkov (en búlgaro y macedonio: Марко Костов Цепенков; 1829, Prilep, Imperio otomano - 1920, Sofía, Reino de Bulgaria) fue un folklorista búlgaro de la región de Macedonia. Aunque en su propio tiempo, se identificó a sí mismo como búlgaro y también su idioma, en Macedonia del Norte se le considera un escritor y poeta macedonio.